# فایفر وکیوم
 فایفر وکیوم تکنولوگی آگ یک تولیدکننده آلمانی پمپ‌های خلاء است. دفترمرکزی این شرکت در آسلار در آلمان مستقر است که ۷۰ درصد کل تولید را به بازار صادرات اختصاص می‌دهد. 